# Josef Klíma (1950)
Josef Klíma (* 9. ledna 1950 Karlovy Vary) je československý basketbalista, účastník Mistrovství Evropy juniorů 1968 a mužů 1973.
V československé basketbalové lize hrál celkem 11 sezón (1968-1979) za klub Spartak Sokolovo / Sparta Praha, s nímž získal dvě třetí a tři čtvrtá místa. V československé basketbalové lize zaznamenal celkem 3163 bodů.
Za reprezentační družstvo Československa hrál na Mistrovství Evropy juniorů v roce 1968 (Vigo, Španělsko), skončili na 10. místě, odehrál 7 zápasů a zaznamenal 58 bodů. Dále hrál na Mistrovství Evropy 1973 v Barceloně (4. místo, 8 bodů v 7 zápasech). Za reprezentační družstvo Československamužů v letech 1971-1973 hrál celkem 40 zápasů.  
Od roku 1980 byl ve Švýcarsku hráč resp. trenér v basketbalových klubech Fribourg Olympic, BBC Nyon, Saint Prex.

## Hráčská kariéra

### kluby
- 1968-1979 Sparta Praha: 2x 3. místo (1969, 1976), 3x 4. místo (1971-1973), 2x 6. místo (1974, 1975), 3x 7. místo (1970, 1976, 1979) ,1x 8. místo (1978)
  - Československá basketbalová liga 11 sezón (1968-1979) a celkem 3163 bodů
- Švýcarsko – hráč a trenér v klubech Fribourg Olympic, BBC Nyon, Saint Prex

### Československo
- Mistrovství Evropy juniorů 1968 (Vigo, Španělsko) 10. místo, celkem 58 bodů, 7 zápasů
- Mistrovství Evropy 1973 Barcelona (8 bodů /7 zápasů) 4. místo
- Za reprezentační družstvo mužů Československa v letech 1971-1973 celkem 40 utkání.